# أنستيس ديليا

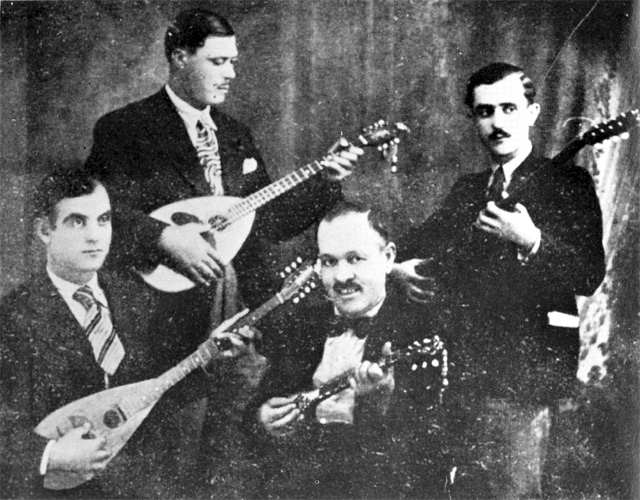

أنستيس ديليا: كان لاعب البوزوكي اليوناني ومؤلف ومغني ريبيتيكو اليوناني المعروف أيضا بلقب أنيستاكي أو أرتيميتيميتس.

## السيرة الشخصية
وكان اسم الملقب الحقيقي هو ديليوس ولد في سميرنا وله أختان أصغر سنا. ووالده باناجيوتيس، الذي كان صانع القوادة وعازف سانتوري مشهور، علمه العزف على الإيتار. وبعد نهاية الحرب التركية اليونانية في الفترة 1919-1922، انتقل ديليا وعائلته إلى اليونان واستقروا في درابيتسونا. بعد أن فقد والده في تدمير سميرنا، عمل ديليا في العديد من الوظائف المختلفة لدعم أسرته. 

## معلومات عن الوظيفة
ديليا كان موسيقيا موهوبا جدا وكان في بداية الثلاثينات قد انتقل إلى العزف على البزق و الباغلاماس. وفي عام 1934، أسس مع يورغوس باتيس، وستراتوس باجيومتزيس، وماركوس فامفاكاريس، الرباعي ريبتيكو، وتيتراس الأول اكوستي بيرايوس، وقد أثرت هذه المجموعة الرباعية على الأجيال اللاحقة من الموسيقيين والملحنين.
لم تنتج ديليا أي تسجيلات خلال نظام ديكتاتور ميتاكاس الذي تم تأسيسه عام 1936، حيث رفض، مثل العديد من الفنانين آنذاك، قبول أي رقابة على أغانيه.

## تعاطي المخدرات والموت
وفي عام 1937، أدخلت عليه عاهرة الهيروين، وأدمن. وأدين لاحقا بتعاطي المخدرات وطرد إلى جزيرة لوس() حيث التقى في عام 1938 ميخاليس جينتساريس.
وعندما عاد ديلياس إلى أثينا حاول أصدقاؤه باجيومتزيس وبايانتيراس مساعدته في الامتناع عن المخدرات ولكن دون نجاح. وفي نهاية المطاف، زاد من جرعة الهيروين اليومية ولم يتمكن من القيام أو العمل نتيجة لذلك. وقد عثر عليه ميتا من جرعة زائدة من الهيروين  صباح 31 تموز/يوليه 1944. وذكرت مصادر أخرى ان ديليا توفيت عام 1941. كان فنان الريبيتكو الوحيد الذي يموت بسبب تعاطي المخدرات". قال فاماكاريس ذات مرة ان ديلاس كان "ملاكا مرمى في القمامة".
على الرغم من حياته القصيرة، ديليا شخصية مهمة في ريبيتكو. ويعتقد كثيرون انه لو عاش فترة أطول، لكان سيؤثر على ريبيتيكو ولايكو من النوع المقارن بتسيتسانيس.

## ملحوظة
تم تسجيل العديد من أغلفة ديليا ونشرها لاحقا من مطربين مختلفين. تم نشر مجموعته الشخصية الوحيدة من شركة Lyra Disk Company.

## رابط إضافي
- Ανέστος Δελιάς 1912 – 1941

## روابط خارجية
- أنستيس ديليا على موقع ميوزك برينز (الإنجليزية)
- أنستيس ديليا على موقع ديسكوغز (الإنجليزية)